# Diazepin
A diazepin öt szén- és két nitrogénatomból álló heterogyűrűs vegyület. A nitrogénatomok elhelyezkedésétől függően három izomerje van. Összegképlete C5H6N2.
|  |  |  |

## Fordítás
- Ez a szócikk részben vagy egészben  a   Diazepine című angol Wikipédia-szócikk fordításán alapul.  Az eredeti cikk szerkesztőit annak laptörténete sorolja fel. Ez a jelzés csupán a megfogalmazás eredetét és a szerzői jogokat jelzi, nem szolgál a cikkben szereplő információk forrásmegjelöléseként.